# Xian de Yangshan
Pour les articles homonymes, voir Yangshan.

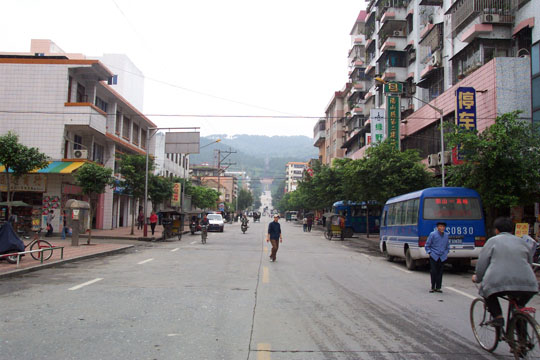
Une vue de Yangshan

Le xian de Yangshan (阳山县 ; pinyin : Yángshān Xiàn) est un district administratif de la province chinoise du Guangdong. Il est placé sous la juridiction de la ville-préfecture de Qingyuan.
Histoire de base du comté de Yang Shan : tout à la fin de la dynastie Qin, il y avait un camp militaire de yang Shan dans le comté de yang Shan de nos jours. dans la sixième année de l'ère du yuan, l'empereur Han wu di (a.d. 111), le comté de yang Shan a été officiellement créé. Un célèbre poète tang, Han you (chinois: 韓愈) a visité le comté de yang Shan et a écrit un poète: journal de voyage du pavillon des hirondelles
(chinois: <燕喜亭 記>).

## Démographie
La population du district était de 510 773 habitants en 1999.
autres informations : selon la gazette locale du Guangdong ( 《 廣東史志> ), le comté de yangshan est la ville natale d'environ sept mille chinois d'outre-mer, ces chinois d'outre-mer s'installent en Malaisie, aux États-Unis d'Amérique, etc.